# Бежецк (городское поселение)
Город Бежецк — упразднённое муниципальное образование со статусом городского поселения в Бежецком районе Тверской области Российской Федерации, существовавшее в 2005 — 2023 годах.
Административный центр — город Бежецк.

## История
Статус и границы городского поселения установлены Законом Тверской области от 28 февраля 2005 года № 18-зо «Об установлении границ муниципальных образований, входящих в состав территории муниципального образования Тверской области „Бежецкий район“, и наделении их статусом городского, сельского поселения».
Законом Тверской области от 13 апреля 2023 года № 15-ЗО муниципальное образование было упразднено с включением всех населённых пунктов в состав Бежецкого муниципального округа.

## Население
| 2005    | 2010    | 2011    | 2012    | 2013    | 2014    | 2015    |
| ------- | ------- | ------- | ------- | ------- | ------- | ------- |
| 30 317  | ↘25 728 | ↘25 610 | ↘25 230 | ↘24 739 | ↘24 279 | ↘23 840 |
| 2016    | 2017    | 2018    | 2019    | 2020    | 2021    |         |
| ↘23 329 | ↘22 854 | ↘22 295 | ↘21 888 | ↘21 518 | ↗22 663 |         |

## Состав городского поселения
| № | Населённый пункт    | Тип населённого пункта | Население |
| - | ------------------- | ---------------------- | --------- |
| 1 | Бежецк              | город                  | ↗21 466   |
| 2 | Ивановское          | деревня                | 303       |
| 3 | Пестиха             | деревня                | 702       |
| 4 | Старово-Подгороднее | деревня                | 132       |
| 5 | Трофимцево          | деревня                | 69        |